# Bannu
Bannu (Urdu: بنوں ) é uma cidade do Paquistão localizada na província de Khyber Pakhtunkhwa.